# Cossyphicula
Cossyphicula – rodzaj ptaków z podrodziny złotokosów (Cossyphinae) w obrębie rodziny muchołówkowatych (Muscicapidae).

## Rozmieszczenie geograficzne
Rodzaj obejmuje gatunki występujące w zachodniej i środkowej Afryce.

## Morfologia
Długość ciała 13–15 cm, masa ciała 19–28 g.

## Systematyka
Rodzaj zdefiniował w 1934 roku niemiecki ornitolog Hermann Grote w artykule poświęconym opisowi nowego rodzaju ptaków, opublikowanym w czasopiśmie Anzeiger der Ornithologischen Gesellschaft in Bayern. Gatunkiem typowym jest (oryginalne oznaczenie) złotynka białobrzucha (C. roberti).

### Etymologia
- Cossyphicula: rodzaj Cossypha Vigors, 1825 (złotokos); łac. przyrostek zdrabniający -ula[4].
- Oreocossypha: gr. ορος oros, ορεος oreos ‘góra’ (tj. Kamerun); rodzaj Cossypha Vigors, 1825 (złotokos)[5]. Gatunek typowy (oryginalne oznaczenie): Cossypha isabellae G.R. Gray, 1862.

### Podział systematyczny
Do rodzaju należą następujące gatunki:
- Cossyphicula roberti (Alexander, 1903) – złotynka białobrzucha
- Cossyphicula isabellae (G.R. Gray, 1862) – złotynka górska